# .bo
.bo為玻利維亞國家及地區頂級域（ccTLD）的域名，於1991年2月26日啟用。它是由ADSIB負責管理。截至2011年2月，.bo的三级域名注册费约为每年40美元，二级域名費用約為每年140美元。二級域名和三級域名對外開放註冊。

## 外部連結
- IANA .bo whois information（页面存档备份，存于）